# Александра Ивошев
Александра Ивошев (Нови Сад 17. март 1974) српска је спортисткиња и бивша репрезентативка Србије у стрељаштву. Најпознатија је по освојеним медаљама на Олимпијским играма у Атланти.

## Каријера
Три пута је била учесница Олимпијских игара. 1992 је наступала као независни учесник, јер је СР Југославија била под санкцијама. Наредна два пута је наступала за СР Југославију и освојила је две медаље. На Летњим олимпијским играма 1996. у Атланти, освојила је златну медаљу у дисциплини ваздушна пушка 50 m тростав и бронзану у дисциплини ваздушна пушка.
Први је освајач златне медаље за СР Југославију, односно Србију и Црну Гору на Олимпијским играма.

## Признања
Дневни спортски лист "Спорт“ доделио јој је „Златну значку“ за најуспешнијег спортисту Савезне Републике Југославије 1996. године.
Олимпијски комитет СР Југославије ју је прогласио за најбољу спортисткињу 1996. године.